# Issoufou Habou
Issoufou Habou (* 1945) ist ein ehemaliger nigrischer Boxer.
Bei den Olympischen Sommerspielen 1972 in München verlor er im Halbmittelgewichtsturnier seinen einzigen Kampf gegen den Tunesier Mohamed Majeri mit 0:5.